# 苏志武
苏志武（1955年10月-），广西桂林人，1973年12月参加工作，1992年12月加入中共，华南理工大学毕业，曾任中国传媒大学校长。

## 简历
1982年毕业于华南工学院（今华南理工大学）无线电系无线电技术专业；1982年任北京广播学院无线电工程系教师；1989年10月任北京广播学院无线电工程系副主任；1993年1月担任北京广播学院院长助理；1995年1月任北京广播学院副院长；2004年5月任北京广播学院党委书记兼副院长；2004年8月任中国传媒大学党委书记兼副校长；2006年5月升任中国传媒大学校长。
2015年11月下旬，因落实中央八项规定不力被免职。